# Хёэнкирхен-Зигертсбрунн
Хёэнкирхен-Зигертсбрунн (нем. Höhenkirchen-Siegertsbrunn) — община в Германии, в земле Бавария. 
Подчиняется административному округу Верхняя Бавария. Входит в состав района Мюнхен.  Население составляет 9803 человека (на 31 декабря 2010 года). Занимает площадь 15,19 км².
Коммуна подразделяется на 3 сельских округа.

## Города-побратимы
- Шеруа, Франция (1967)
- Монтемарчано, Италия (2005)

## Фотографии

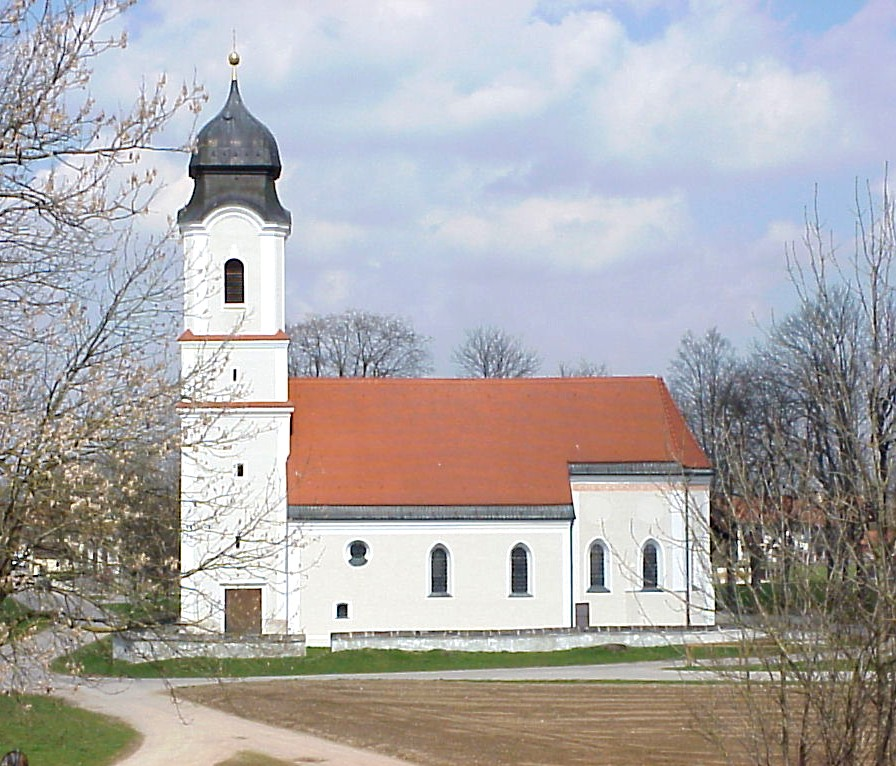
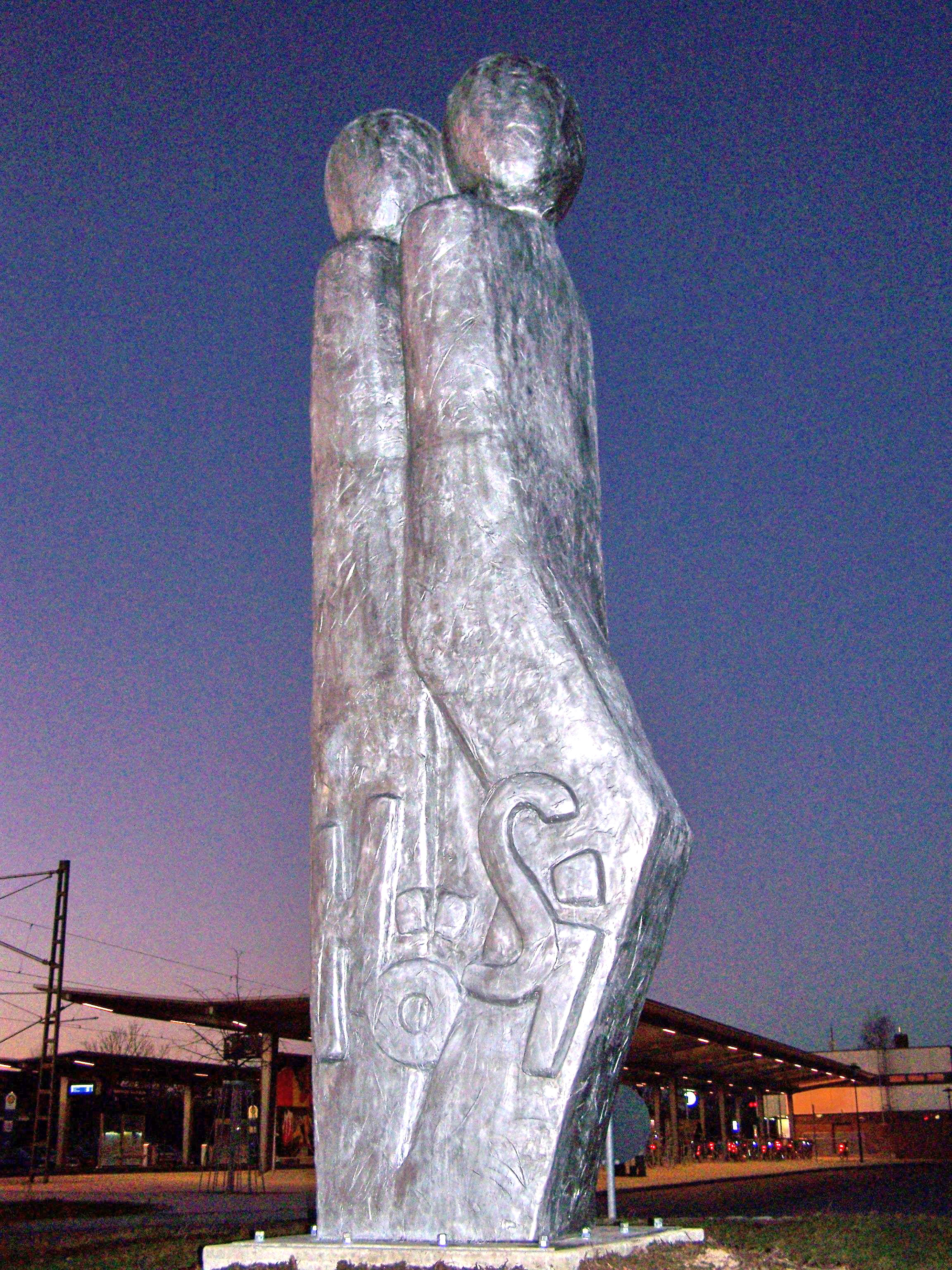